# 31 de outubro
31 de outubro é o 304.º dia do ano no calendário gregoriano (305.º em anos bissextos). Faltam 61 dias para acabar o ano.

## Eventos históricos

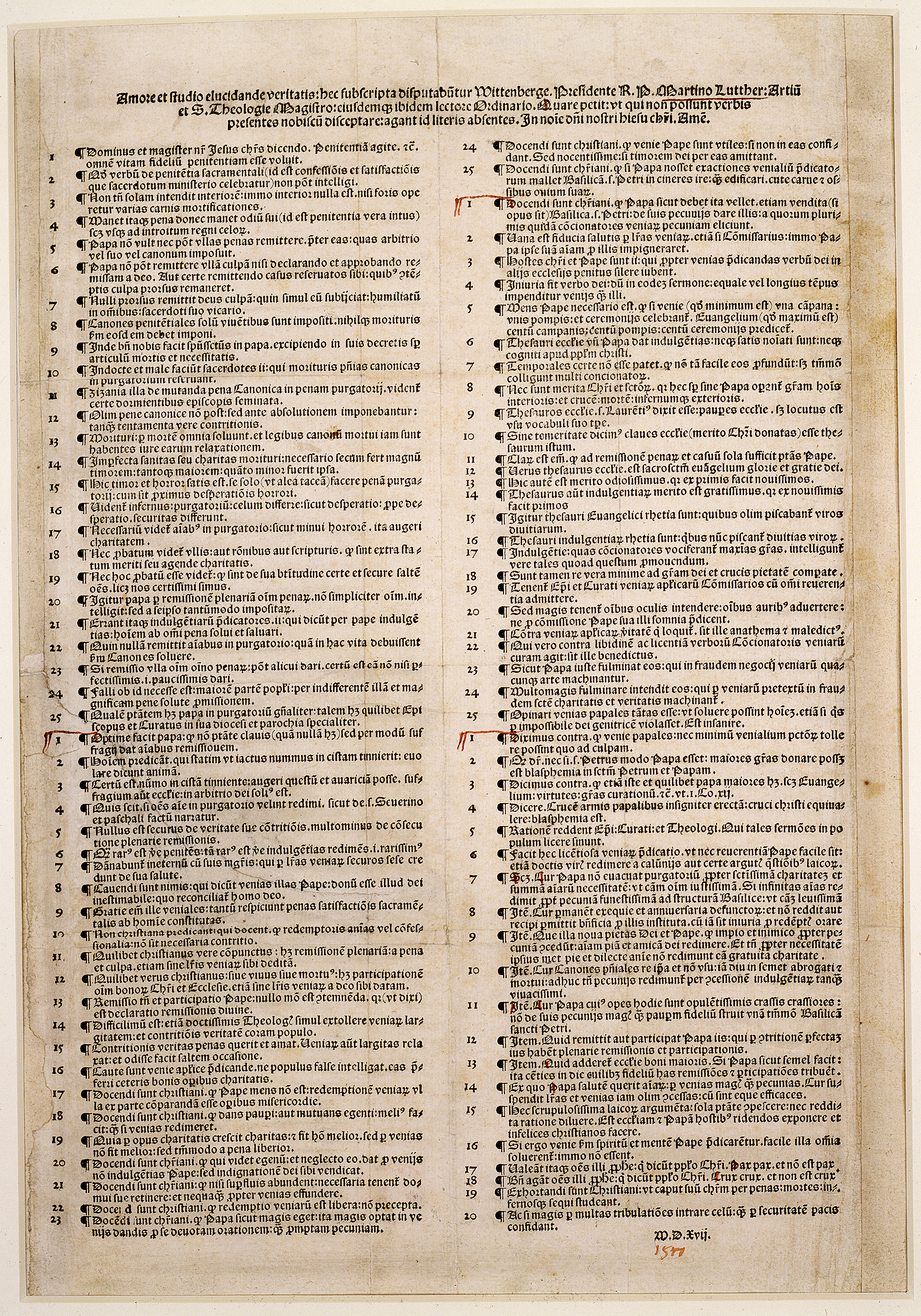
1517: As 95 Teses de Martinho Lutero

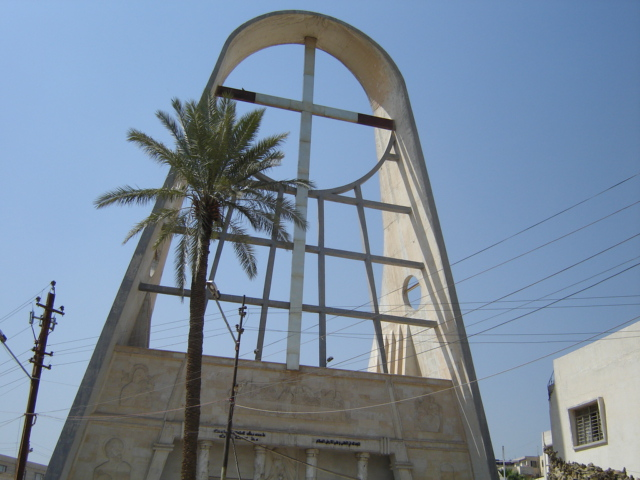
2010: Ataque contra a Catedral de Bagdá

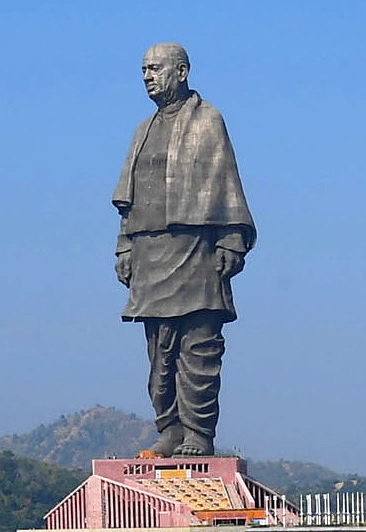
2018: Inauguração da Estátua da Unidade

- 0475 — Proclamação de Rómulo Augusto, o último imperador romano do Ocidente.
- 0683 — Durante o Cerco de Meca, a Caaba pega fogo e é incendiada.
- 0802 — Irene de Atenas, imperatriz reinante do Império Romano do Oriente (Império Bizantino), é destronada por Nicéforo I, o Logoteta.
- 0932 — O califa abássida Almoctadir é morto enquanto lutava contra as forças do general Munis Almuzafar. O irmão de Almoctadir, Alcair, é escolhido para sucedê-lo.
- 1411 — Assinatura do Tratado de Ayllón que sela a paz entre os reinos de Portugal e Castela.
- 1517 — Reforma Protestante: Martinho Lutero publica suas 95 Teses na porta da igreja do Castelo de Vitemberga.
- 1587 — A Biblioteca da Universidade de Leiden abre suas portas após sua fundação em 1575
- 1793 — Execução de líderes girondinos durante a Revolução Francesa.
- 1803 — Expansão territorial dos Estados Unidos - Os Estados Unidos da América compram oficialmente o território de Luisiana.
- 1822 — O imperador Agostinho I do México tenta dissolver o Congresso do Império Mexicano.
- 1863 — As guerras da Nova Zelândia recomeçam quando as forças britânicas na Nova Zelândia lideradas pelo general Duncan Cameron começam a invasão de Waikato.[1]
- 1874 — A Revolta do Quebra-Quilos foi uma revolta ocorrida na região Nordeste do Brasil, que se opunha às mudanças introduzidas pelos novos padrões de pesos e medidas do sistema internacional, recém introduzidas no Império do Brasil.
- 1917 — Primeira Guerra Mundial: Batalha de Bersebá: a "última carga de cavalaria bem-sucedida da história".
- 1904 — A Lei da Vacina Obrigatória é aprovada pelo Congresso Nacional do Brasil.[2]
- 1918 — Primeira Guerra Mundial: a Revolução dos Crisântemos encerra o Compromisso austro-húngaro de 1867, e a Hungria alcança total soberania.
- 1922 — Benito Mussolini é nomeado primeiro-ministro da Itália.
- 1925 — O Xá Amade é deposto pelo general Reza Pahlavi, que torna-se o novo monarca da Pérsia (atual Irã), iniciando a dinastia Pahlavi.
- 1938 — Grande Depressão: em um esforço para restaurar a confiança do investidor, a Bolsa de Valores de Nova Iorque lança um programa de quinze pontos que visa melhorar a proteção do público investidor.
- 1940 — Segunda Guerra Mundial: a Batalha da Grã-Bretanha termina: o Reino Unido impede uma possível invasão alemã.
- 1941 — Após 14 anos de trabalho, o Monte Rushmore é concluído.
- 1942 — O Papa Pio XII efetua um ato solene de consagração do mundo ao Imaculado Coração de Maria.
- 1945 — A República do Peru é admitida como Estado-membro das Nações Unidas.
- 1956
  - Revolução Húngara de 1956: uma sede revolucionária é estabelecida na Hungria. Após o anúncio de Imre Nagy em 30 de outubro, os partidos políticos não comunistas banidos são reformados e o MDP é substituído pelo MSZMP. József Mindszenty é libertado da prisão. O Politburo soviético toma a decisão de esmagar a Revolução.
  - Crise de Suez: o Reino Unido e a França começam a bombardear o Egito para forçar a reabertura do Canal de Suez.
- 1961 — Na União Soviética, o corpo de Joseph Stalin é removido do Mausoléu de Lenin.
- 1968 — Guerra do Vietnã: citando o progresso das negociações de paz em Paris, o presidente dos Estados Unidos, Lyndon B. Johnson, anuncia que ordenou a cessação completa de "todo bombardeio aéreo, naval e de artilharia do Vietnã do Norte" a partir de 1º de novembro.
- 1984 — A primeira-ministra indiana Indira Gandhi é assassinada por dois guardas de segurança siques. Houve tumultos em Nova Deli e em outras cidades e cerca de 3 000 siques foram mortos.
- 1991 — Toma posse em Portugal o XII Governo Constitucional, um governo de maioria absoluta do Partido Social Democrata chefiado pelo primeiro-ministro Aníbal Cavaco Silva.
- 1994 — O voo American Eagle 4184 cai perto de Roselawn, Indiana, EUA, matando todas as 68 pessoas a bordo.
- 1996 — Voo TAM 402 cai em São Paulo, no Jabaquara, matando 96 pessoas a bordo e três moradores do município.
- 1999 — O voo EgyptAir 990 cai no Oceano Atlântico, perto de Nantucket, matando todas as 217 pessoas a bordo.
- 2000 — Lançamento da Soyuz TM-31, levando a primeira tripulação residente para a Estação Espacial Internacional.
- 2002 — Assassinato do casal Richthofen dentro de casa, planejado pela própria filha do casal, Suzane Von Richthofen e os irmãos Cravinhos.
- 2003 — Mahathir bin Mohamad renuncia ao cargo de primeiro-ministro da Malásia e é substituído pelo vice-primeiro-ministro Abdullah Ahmad Badawi, marcando o fim dos 22 anos de Mahathir no poder.
- 2007 — Julgamento e condenação dos réus dos Atentados de 11 de março de 2004 em Madrid.
- 2010 — Um ataque contra a Catedral Sírio-Católica em Bagdá deixa 58 pessoas mortas e outras 78 feridas. O grupo terrorista Estado Islâmico assumiu a autoria do atentado.[3]
- 2011 — A população global de humanos chega a sete bilhões. Este dia é agora reconhecido pelas Nações Unidas como o Dia dos Sete Bilhões.[4]
- 2015 — O voo Metrojet 9268 é bombardeado no norte da península do Sinai, Egito, matando todas as 224 pessoas a bordo.
- 2017 — Uma caminhonete atinge uma multidão de pessoas na Lower Manhattan, matando oito pessoas.
- 2018 — A Estátua da Unidade é inaugurada no estado indiano de Guzerate.
- 2019
  - Incêndio em trem de passageiros perto de Liaqatpur, Paquistão, mata pelo menos 75 pessoas.
  - Série de terremotos atinge Mindanau, nas Filipinas, mata pelo menos 21 pessoas.[5]
- 2020 — Inauguração do Aeroporto de Berlim-Brandemburgo após quase 10 anos de atrasos devido a problemas de corrupção e construção do projeto.

## Nascimentos

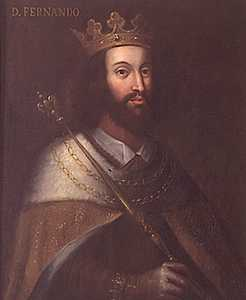
Fernando I de Portugal

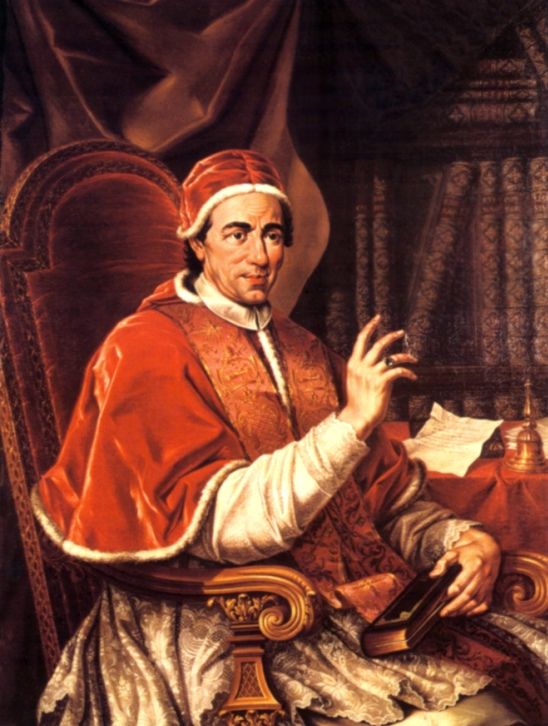
Papa Clemente XIV

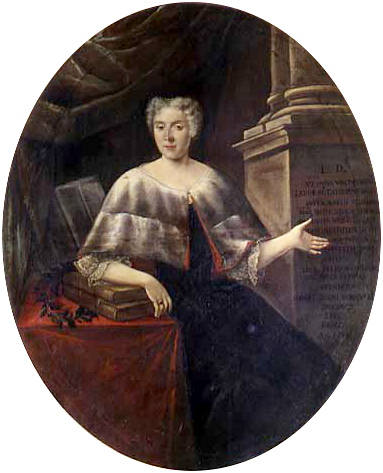
Laura Bassi

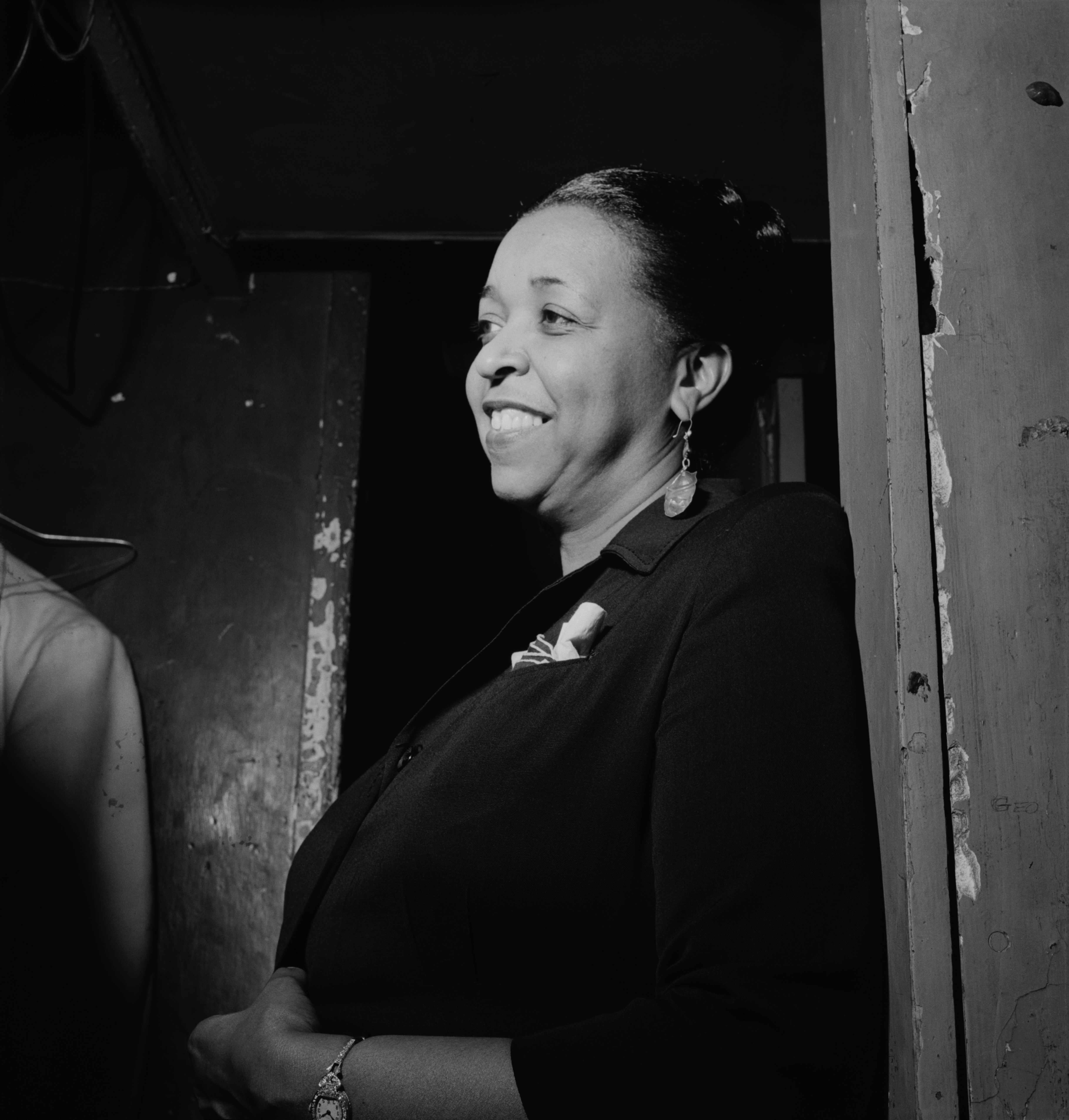
Ethel Waters

Carlos Drummond de Andrade

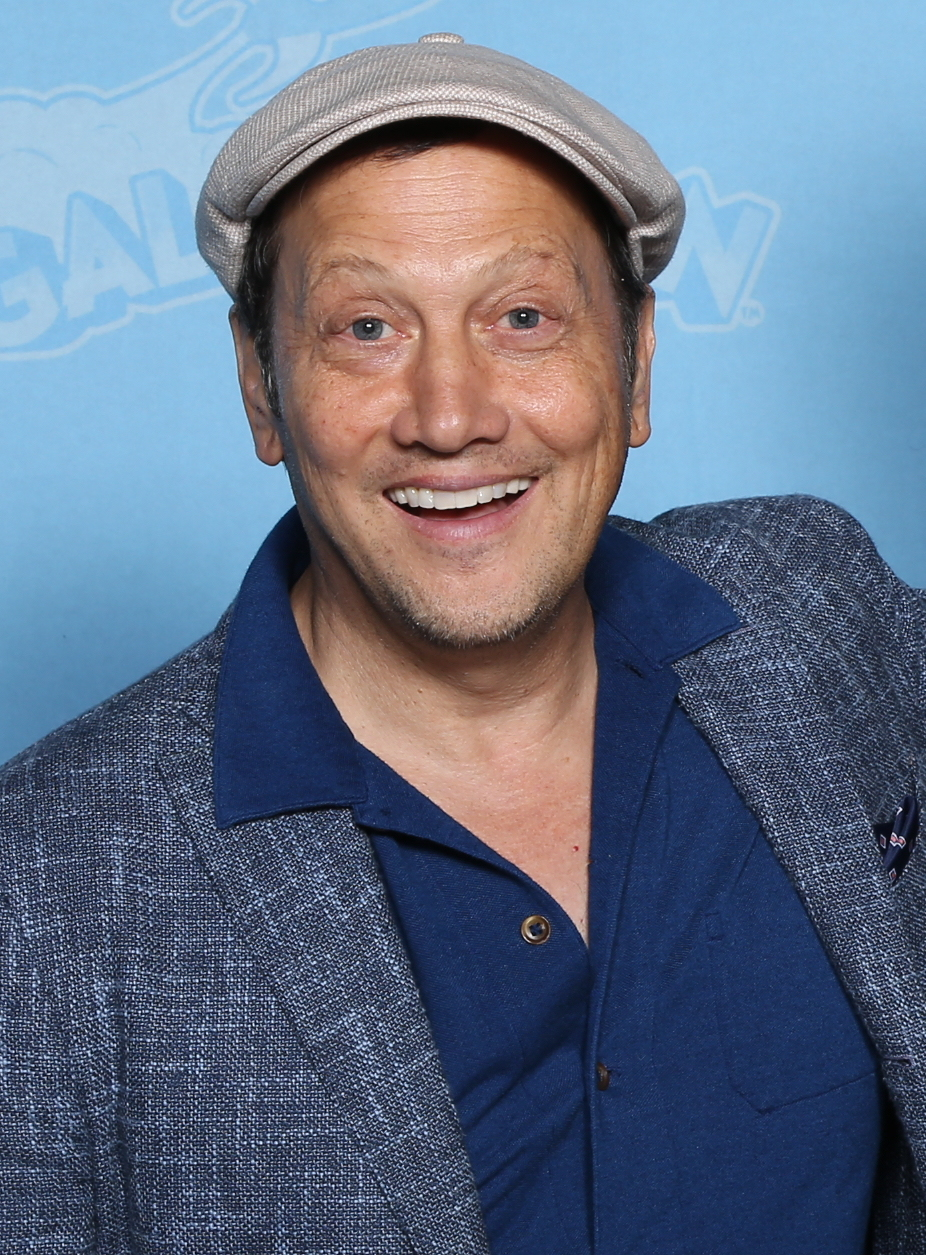
Rob Schneider

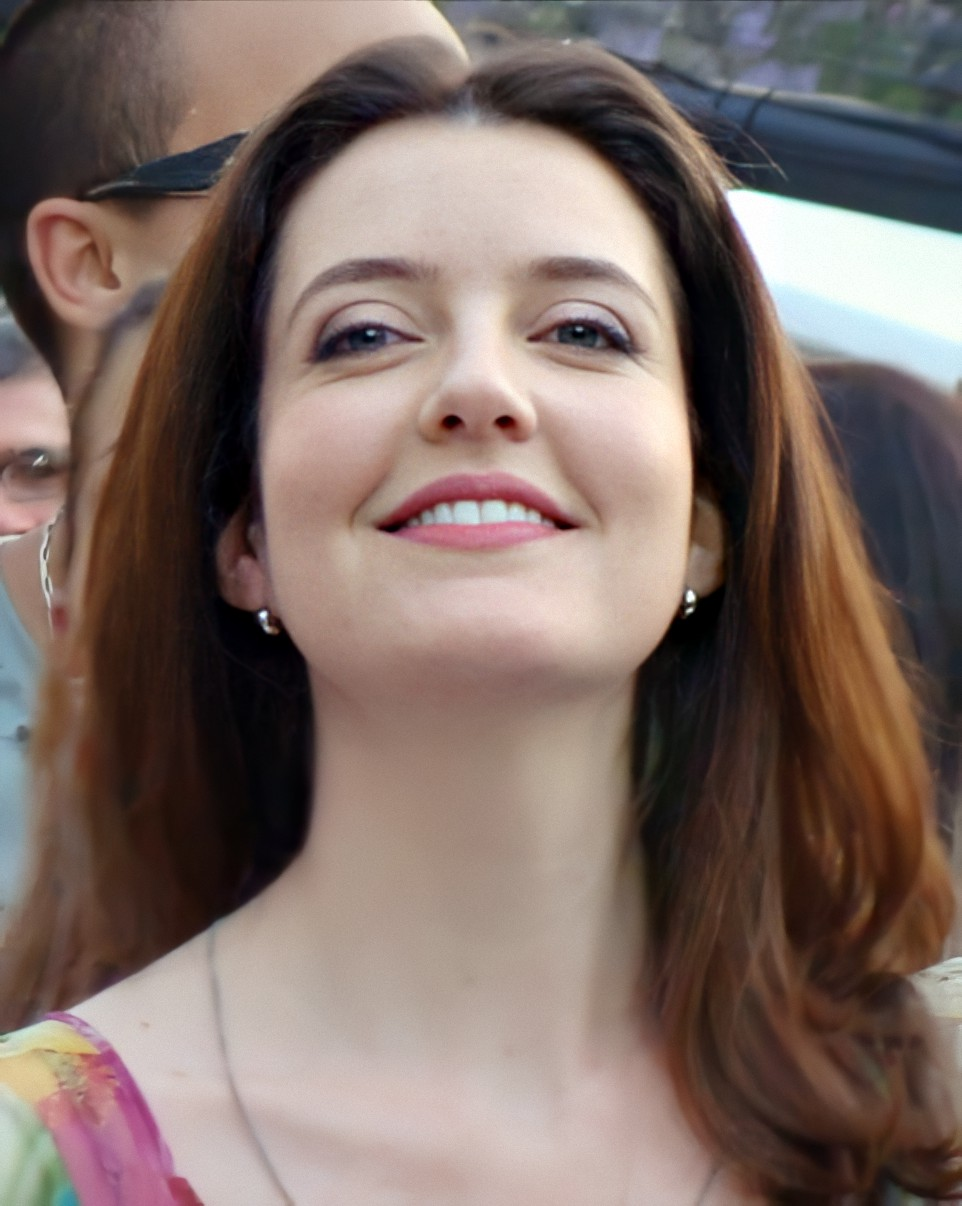
Larissa Maciel

### Anterior ao século XIX
- 1291 — Philippe de Vitry, compositor e poeta francês (m. 1361).
- 1345 — Fernando I de Portugal (m. 1383).
- 1391 — Duarte I de Portugal (m. 1438).
- 1424 — Vladislau III da Polônia (m. 1444).
- 1632 — Johannes Vermeer, pintor flamengo (m. 1675).
- 1692 — Anne-Claude-Philippe, conde de Caylus (m. 1765).
- 1705 — Papa Clemente XIV (m. 1774).
- 1711 — Laura Bassi, física italiana (m. 1778).
- 1712 — Maurício de Anhalt-Dessau, príncipe alemão (m. 1760).
- 1724 — Christopher Anstey, escritor e poeta britânico (m. 1805).
- 1795 — John Keats, poeta britânico (m. 1821).

### Século XIX
- 1815 — Karl Weierstrass, matemático alemão (m. 1897).
- 1831 — Paolo Mantegazza, médico italiano (m. 1910).
- 1835 — Adolf von Baeyer, químico alemão (m. 1917).
- 1838 — Luís I de Portugal (m. 1889).
- 1854 — Adolf Erman, egiptólogo e lexicógrafo alemão (m. 1937).
- 1892 — Alexander Alekhine, enxadrista russo (m. 1946).
- 1896 — Ethel Waters, atriz e cantora norte-americana (m. 1977).

### Século XX

#### 1901—1950
- 1902 — Carlos Drummond de Andrade, poeta, contista e cronista brasileiro (m. 1987).
- 1909 — Robert van Zeebroeck, patinador artístico belga (m. ?).
- 1920
  - Fritz Walter, futebolista alemão (m. 2002).
  - Helmut Newton, fotógrafo alemão (m. 2004).
- 1922 — Norodom Sihanouk, rei do Camboja (m. 2012).
- 1925 — John Pople, químico britânico (m. 2004).
- 1928 — Jean-François Deniau, político e escritor francês (m. 2007).
- 1929 — Bud Spencer, ator e nadador italiano (m. 2016).
- 1930 — Michael Collins, astronauta estadunidense (m. 2021).
- 1936 — Michael Landon, ator, escritor e produtor estadunidense (m. 1991).
- 1937 — Claudette Soares, cantora brasileira.
- 1939 — Ali Farka Touré, músico malinês (m. 2006).
- 1940 — Walderez de Barros, atriz brasileira.
- 1941 — Derek Reginald Bell, automobilista britânico.
- 1942 — David Ogden Stiers, ator norte-americano (m. 2018).
- 1945 — Pimpan Buranapim, atriz e comediante tailandesa (m. 2017).
- 1946 — Stephen Rea, ator irlandês.
- 1949 — Bob Siebenberg, músico norte-americano.
- 1950
  - John Candy, ator canadense (m. 1994)
  - Zaha Hadid, arquiteta iraquiana-britânica (m. 2016)

#### 1951—2000
- 1952 — Carlos Eduardo Lins da Silva, jornalista brasileiro.
- 1955 — Iara Jamra, atriz brasileira.
- 1958 — Sidney Rezende, jornalista brasileiro.
- 1961
  - Peter Jackson, roteirista, diretor e produtor de filmes neozelandês.
  - Larry Mullen Jr., baterista irlandês.
- 1962 — Raphael Rabello, violonista brasileiro (m. 1995).
- 1963
  - Rob Schneider, ator norte-americano.
  - Dunga, futebolista e treinador brasileiro de futebol.
  - Dermot Mulroney, ator norte-americano.
  - Mikkey Dee, baterista sueco.
- 1964
  - Marcelo Duarte, jornalista e escritor brasileiro.
  - Marco van Basten, futebolista e treinador holandês de futebol.
  - Eduard Kokoity, político georgiano.
- 1967
  - Buddy Lazier, piloto norte-americano.
  - Vanilla Ice, rapper norte-americano.
- 1969 — Alec Duarte, jornalista brasileiro.
- 1971
  - Ian Walker, futebolista britânico.
  - Rafael Novoa, ator colombiano.
- 1973 — Dauri, futebolista brasileiro.
- 1976 — Piper Perabo, atriz estadunidense.
- 1977 — Larissa Maciel, atriz brasileira.
- 1978 — Martin Verkerk, tenista holandês.
- 1979 — Simão Sabrosa, futebolista português.
- 1980 — Eddie Kaye Thomas, ator norte-americano.
- 1981 — Frank Iero, guitarrista estadunidense.
- 1982 — Justin Chatwin, ator canadense.
- 1988
  - Ben Bruce, guitarrista britânico.
  - Sébastien Buemi, automobilista suíço.
  - Yohann Thuram-Ulien, futebolista francês.
- 1990
  - Noodle, guitarrista da banda Gorillaz
- 1992
  - Barbara França, atriz brasileira.
  - Vanessa Marano, atriz norte-americana.
- 1993 — Letitia Wright, atriz guianense.
- 1997 — Marcus Rashford, futebolista inglês.
- 2000
  - Willow Smith, atriz e cantora norte-americana.
  - Georges Mikautadze, futebolista franco-georgiano.

## Mortes

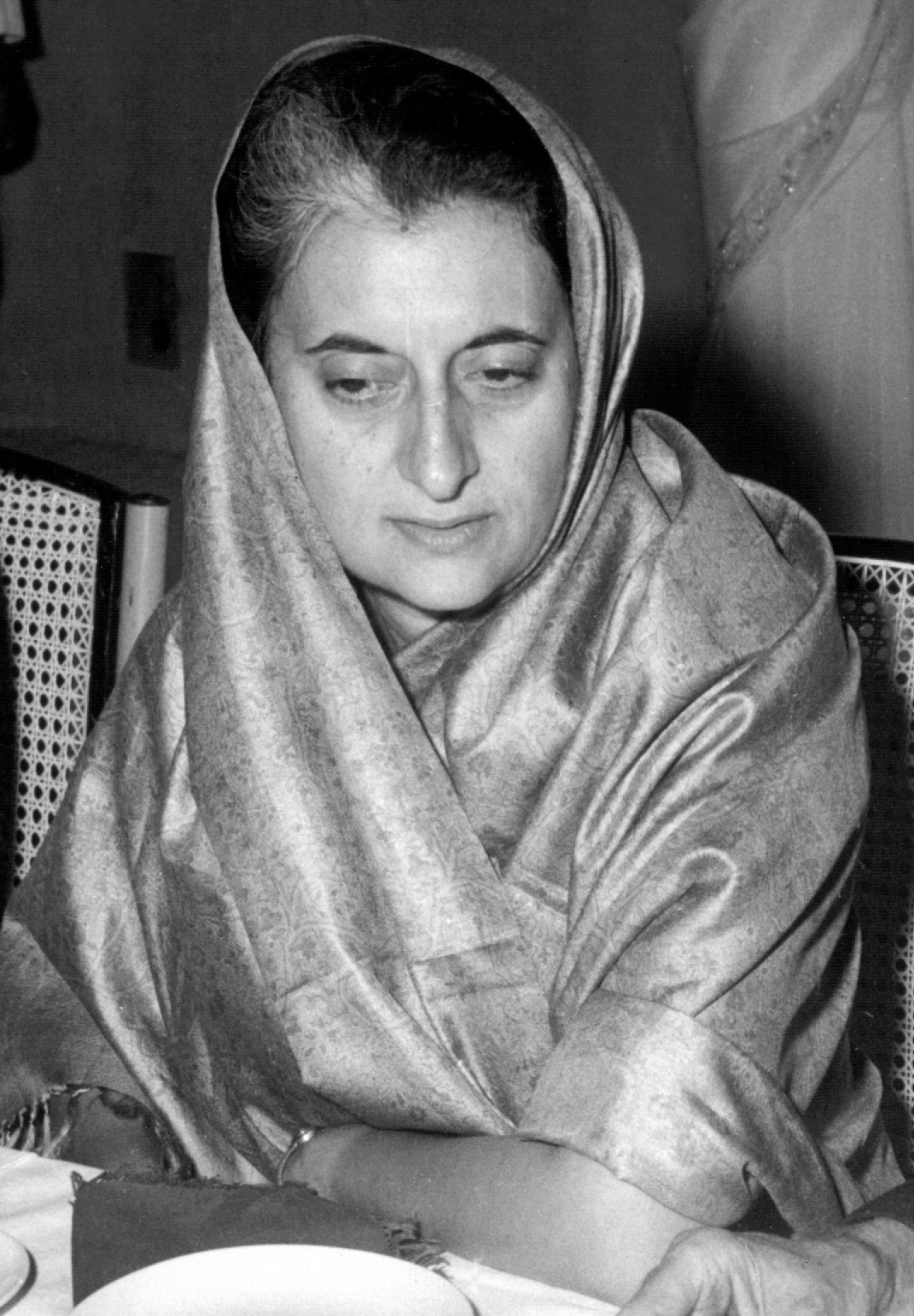
Indira Gandhi

### Anterior ao século XIX
- 0994 — Wolfgang de Ratisbona, bispo e santo alemão (n. 924).
- 1147 — Roberto, 1.º Conde de Gloucester (n. 1100).
- 1448 — João VIII Paleólogo, imperador bizantino (n. 1392).
- 1567 — Maria de Brandemburgo-Kulmbach, eleitora palatina (n. 1519).
- 1723 — Cosme III de Médici, grão-duque da Toscana (n. 1642).
- 1732 — Vítor Amadeu II da Sardenha (n. 1666).
- 1733 — Everardo Luís de Württemberg (n. 1676).
- 1765 — Guilherme, Duque de Cumberland (n. 1721).

### Século XIX
- 1860 — Thomas Cochrane, 10º Conde de Dundonald (n. 1775).

### Século XX
- 1926 — Harry Houdini, ilusionista húngaro (n. 1874).
- 1929 — António José de Almeida, político português (n. 1866).
- 1966 — Antônio Carneiro Leão, educador e escritor brasileiro (n. 1887).
- 1984 — Indira Gandhi, política indiana (n. 1917).
- 1985 — Omar O'Grady, engenheiro e político brasileiro (n. 1894).
- 1986 — Robert Mulliken, químico norte-americano (n. 1896).
- 1993
  - Federico Fellini, cineasta italiano (n. 1920).
  - River Phoenix, ator estadunidense (n. 1970).
- 1999 — Greg Moore, automobilista canadense (n. 1975).

### Século XXI
- 2006 — Pieter Willem Botha, político sul-africano (n. 1916).
- 2020
  - Sean Connery, ator britânico (n. 1930).
  - MF Doom, rapper anglo-estadunidense (n. 1971).

## Feriados e eventos cíclicos

### Brasil
- Dia da Reforma Protestante no Brasil e na Alemanha
- Dia da Dona de Casa
- Dia Mundial da poupança
- Dia das Bruxas ou Halloween (Véspera de Todos os Santos)
- Aniversário do município de Morretes no Paraná.
- Aniversário do município de Coelho Neto no Maranhão.

### Cristianismo
- Afonso Rodrigues
- Amplíato
- Estácio de Bizâncio
- Os 48 Mártires de Bagdá
- Theodor Romzha
- Wolfgang de Ratisbona

## Outros calendários
- No calendário romano era o dia da véspera das calendas de novembro.
- No calendário litúrgico tem a letra dominical C para o dia da semana.
- No calendário gregoriano a epacta do dia é xxii.